# 브루스 그레이
브루스 그레이(Robert Bruce Gray, 1936년 9월 7일 ~ 2017년 12월 13일)는 미국의 배우이다.
산후안에서 태어났으며 로스앤젤레스에서 사망하였다.

## 출연 작품
- 아이린에겐 말하지 마 (2017년)
- 나의 그리스식 웨딩 2 (2016년) - 로드니 밀러 역
- 크림슨 피크 (2015년) - 퍼거슨 역
- 텐타클 8 (2014년)
- 워터 포 엘리펀트 (2011년) - 프록터 역
- 이즈 잇 저스트 미? (2010년)
- 에반 올마이티 (2007년)
- 라이브 원스, 다이 트와이스 (2006년) - 얼 역
- 까칠한 그녀의 달콤한 연애비법 (2005, Cake) - 맬컴 맥기 역
- 퍼펙트 웨딩 (2005년)
- 고스트 앤 크라임 (2005년)
- 다크 워터 (2003년)
- S.W.A.T. 특수기동대 (2003년)
- 토르소 (2002년)
- 나의 그리스식 웨딩 (2002년) - 로드니 밀러 역
- 큐브 2 (2002년) - 맥과이어 역
- 언더커버 킬러 (1999년)
- 즐거운 인생 (1998년)
- 스타쉽 트루퍼스 (1997년)
- 피스메이커 (1997년)
- 위험한 동침 (1992년)
- 아이 오브 스톰 (1991년)
- 용사들을 위하여 (1991년)
- 우리 엄마 최고 (1988년)
- LBJ: 초창기 (1987년)
- 캡틴 파워 (1987년)
- 드라그넷 (1987년)
- 머나먼 정글 (1987년)
- 해리 구출 작전 (1986년)

### 텔레비전
- 비버리힐즈의 아이들 (1990년)
- ER (1994년)
- 퀴어 애즈 포크 (2000년)
- 피켓 펜스 (1992년)
- 비앤비 (1987년)
- 폴링 스카이 시즌1 (2011년)
- 낫츠 랜딩 (1979년)
- 달라스 (1978년)
- 더 영 앤 더 레스트리스 (1973년)